# Августова дорога

Августова дорога

Августова дорога (лат. Via Augusta, другие названия: Via Herculea и Via Exterior) — одна из римских дорог на восточном побережье Пиренейского полуострова, длиннейшая (1500 км) в Римской Испании. Августова дорога являлась продолжением Домициевой дороги из Рима до Кадиса на юге современной Испании и пролегала вдоль Балеарского моря. Была не только самой длинной но и самой важной дорогой Римской Испании.
Августова дорога соединяла следующие города: Гадес (Кадис), Новый Карфаген (Картахена), Валентиа (Валенсия), Сагунт (Сагунто), Тарракон (Таррагона), Барсино (Барселона), Герунда (Жирона). В городе Марторель дорога пересекает реку Льобрегат по мосту Дьявола, который был построен в Средние века на фундаменте античного римского моста.
Ранее дорога называлась Via Herculea или Via Heraclea (Геркулесова дорога), Ганнибалова дорога и Vía Exterior, но была переименована в честь Октавиана Августа благодаря расширению и улучшениям, проведенным во время правления Августа. Особенно в годы с 8 по 2 год до н. э. Августова дорога стала основной транспортной и торговой осью между римскими провинциями, городами и портами на Средиземном море. 
Название Via Herculea или Via Heraclea (Геркулесова дорога) она получила потому что Геракл в честь которого назвали дорогу возвращался по этой дороге после подвига на озёрах возле Кадиса, а название Via Annibal (Ганнибалова дорога) она получила потому что во время захвата Иберии Ганнибалом и его отцом они шли по этой дороге.

## Галерея

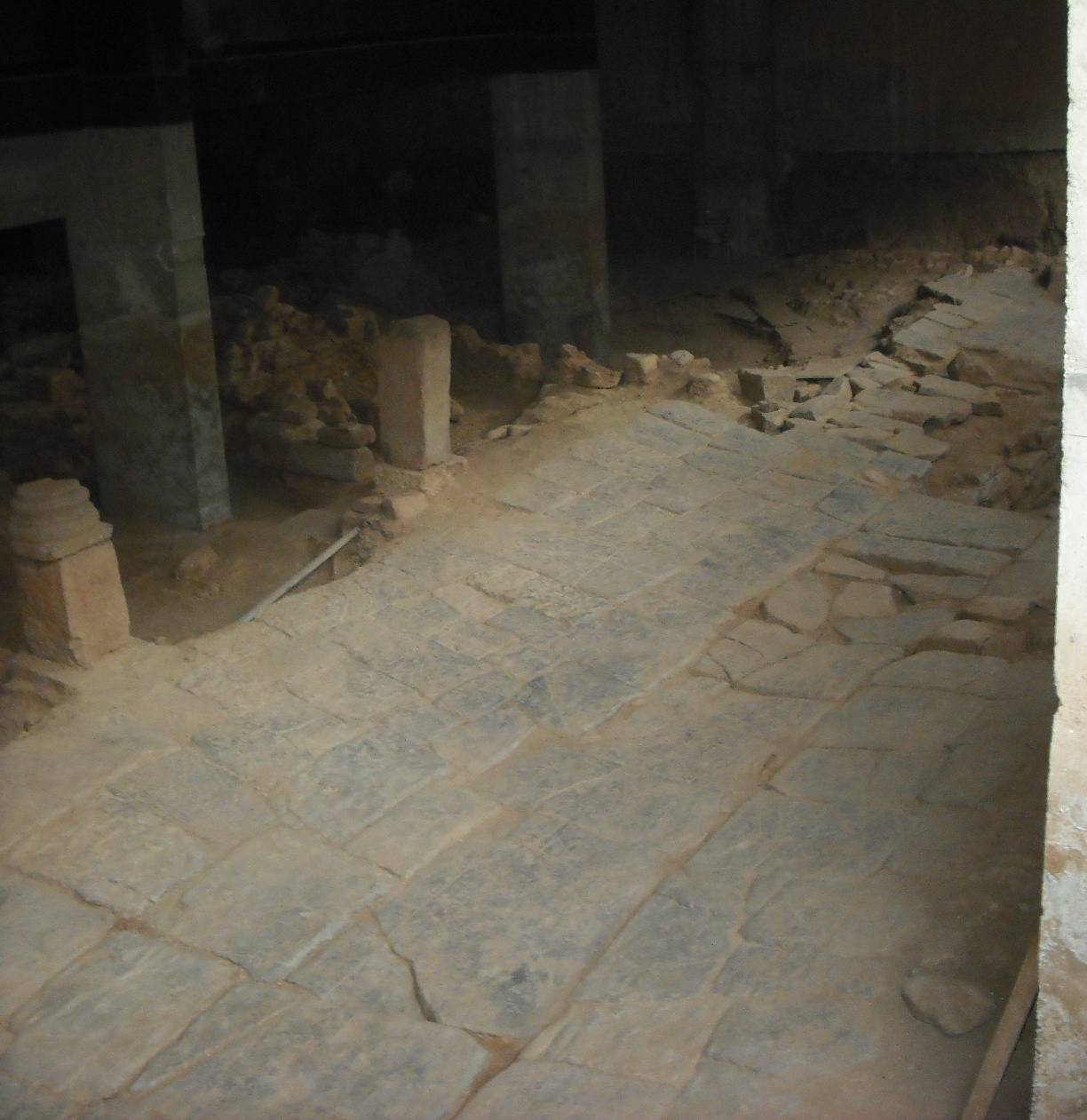
Остатки дороги в Сагунто
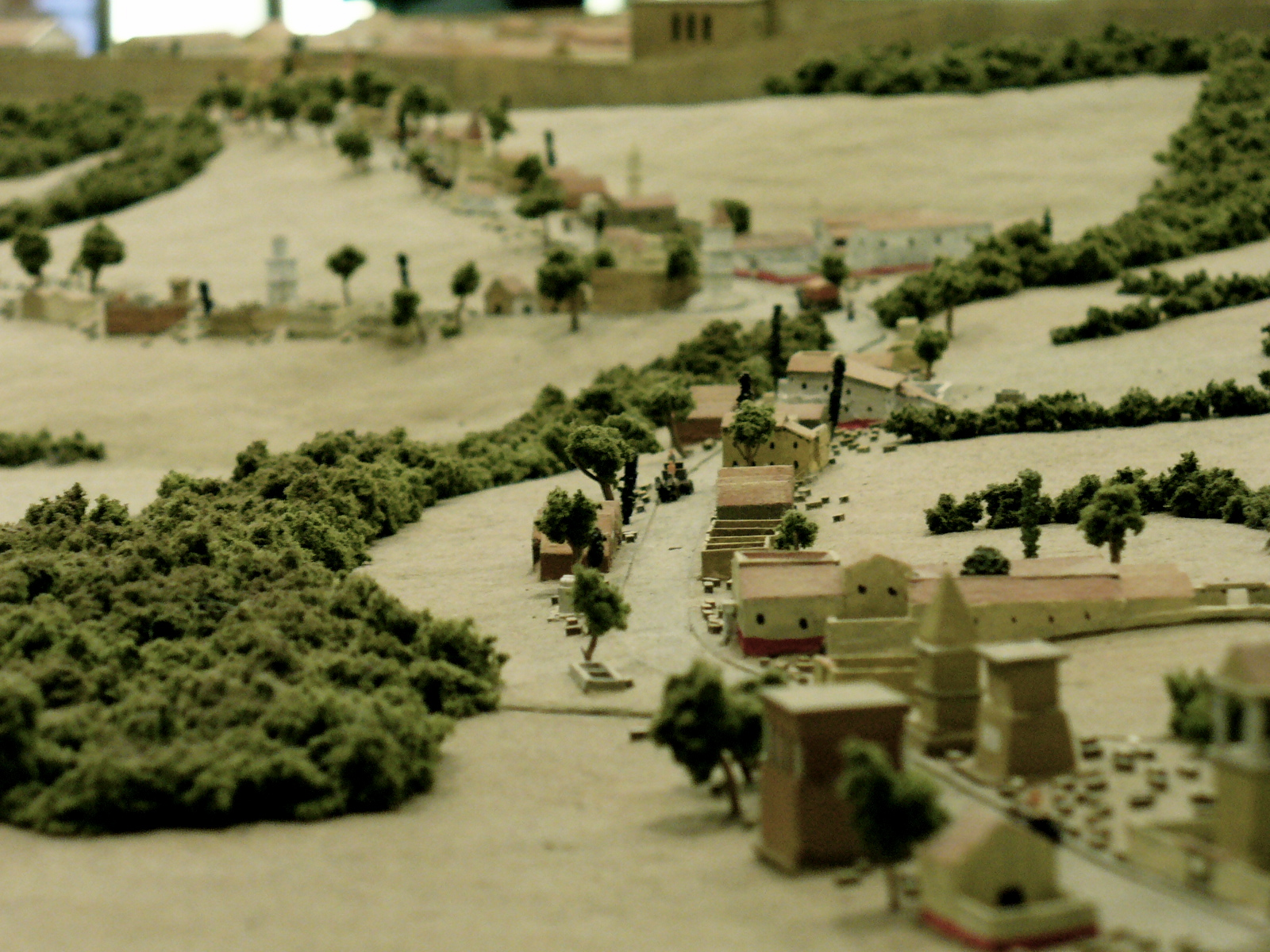
Модель Августовой дороги в Тарраконе
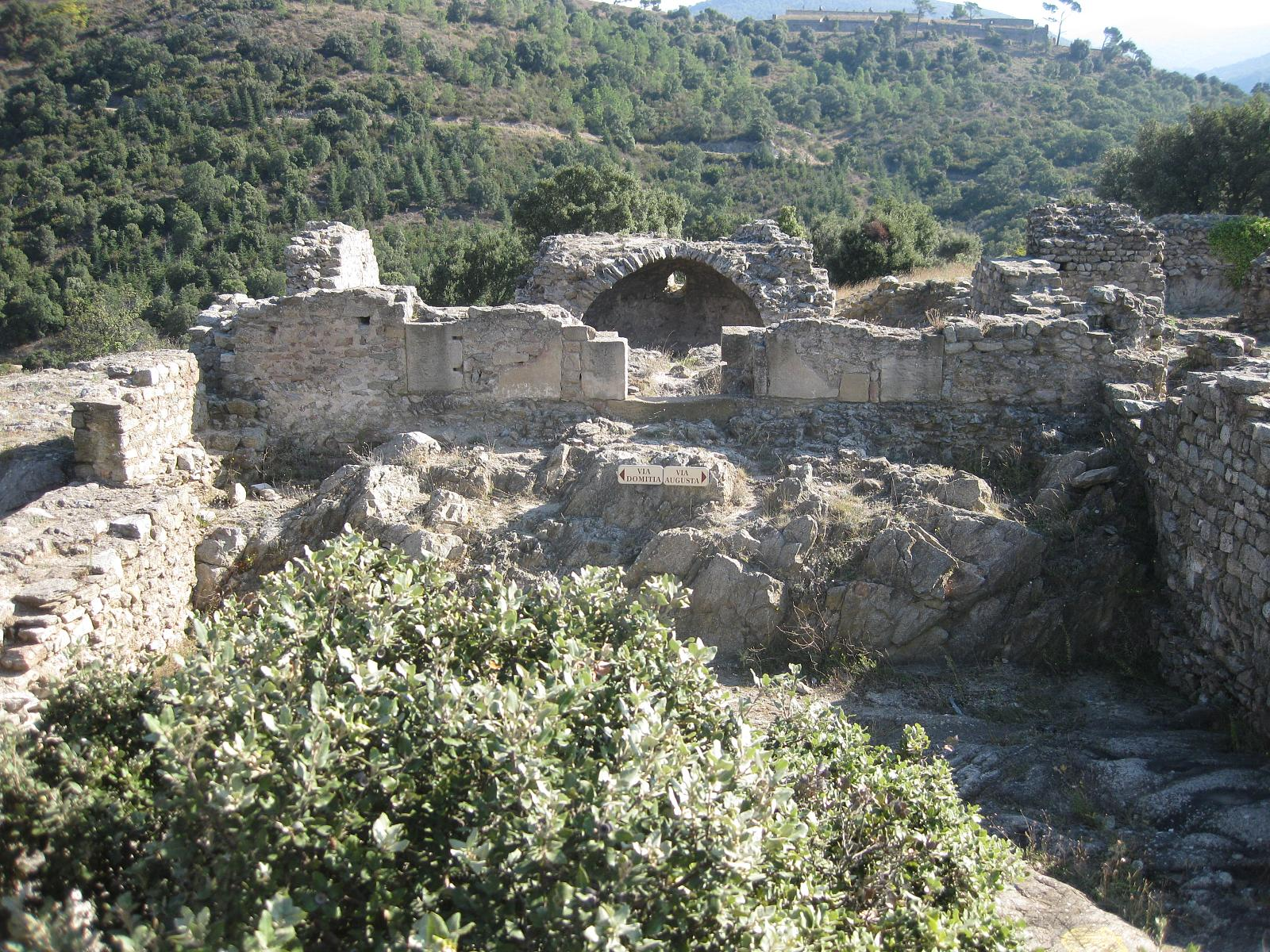
Пересечение Августовой и Домициевой дорог у Паниссара